# The Admiral's Men
Os Admiral's Men (a rigor, os Earl of Nottingham's Men'; depois de 1603, Prince Henry's Men; após 1612, os Elector Palatine's Men ou os Palsgrave's Men) foi uma companhia de teatro durante o período Elisabetano e jacobino, considerada geralmente a segunda companhia de atores mais importante, depois da companhia de Shakespeare, os Lord Chamberlain's Men ou King's Men).

## Início
Foram conhecidos, em primeiro lugar, como os Lord Howard's Men, recebendo este nome por seu patrão, Charles Howard, primeiro Conde de Nottingham. A companhia interpretou em uma ocasião na corte em dezembro de 1576 (a obra intitulava-se Tooley), novamente, em 17 de fevereiro de 1577 (The Solitary Knight), e pela terceira vez na temporada de Natal, 5 de janeiro de 1578 (todas as datas segundo a moderna datação). Fizeram numerosas viagens, desde Bath até Nottingham, durante os anos 1577–1579.
Um poderoso patrão como Howard poderia fazer a diferença no destino da companhia. Embora não haja muita evidência de que ele tenha se preocupado ativamente com o drama, Howard estava praticamente sozinho entre os conselheiros mais próximos da Rainha Elizabeth opondo-se ao movimento do prefeito de Londres, em 1584, de fechamento dos teatros públicos. Os teatros permaneceram abertos.